# Millersburg (Iowa)
Millersburg es una ciudad ubicada en el condado de Iowa en el estado estadounidense de Iowa. En el Censo de 2010 tenía una población de 159 habitantes y una densidad poblacional de 454,74 personas por km².

## Geografía
Millersburg se encuentra ubicada en las coordenadas 41°34′23″N 92°9′33″O / 41.57306, -92.15917. Según la Oficina del Censo de los Estados Unidos, Millersburg tiene una superficie total de 0.35 km², de la cual 0.35 km² corresponden a tierra firme y (0%) 0 km² es agua.

## Demografía
Según el censo de 2010, había 159 personas residiendo en Millersburg. La densidad de población era de 454,74 hab./km². De los 159 habitantes, Millersburg estaba compuesto por el 98.74% blancos, el 0% eran afroamericanos, el 0% eran amerindios, el 0% eran asiáticos, el 0% eran isleños del Pacífico, el 0% eran de otras razas y el 1.26% pertenecían a dos o más razas. Del total de la población el 1.89% eran hispanos o latinos de cualquier raza.